# Cao Sỹ Cường
Cao Sỹ Cường (sinh ngày 19 tháng 2 năm 1984) là một cựu cầu thủ bóng đá người Việt Nam.
Sinh ra tại Thanh Hóa, Cao Sỹ Cường đã dành phần lớn sự nghiệp của mình cống hiến cho bóng đá Hà Nội khi thi đấu chuyên nghiệp cho Hà Nội ACB, Hòa Phát Hà Nội và Hà Nội T&T. Mùa giải 2015, anh trở về đầu quân cho đội bóng quê hương Thanh Hóa để báo hiếu theo lời tâm tư trên giường bệnh của cha anh là ông Cao Sỹ Sâm, một cựu danh thủ bóng đá Thanh Hóa.

## Thành tích
V-league 1
- Vô địch: 1 (2013)
- Á quân: 2 (2014, 2012)

Cúp quốc gia Việt Nam
- Á quân: 1 (2012)

Siêu cúp quốc gia Việt Nam
- Á quân: 1 (2012)